# Дзирайя гокэцу моногатари
Запросы «Дзирайя», «Цунадэ» и «Оротимару» перенаправляются сюда. О персонажах аниме и манги «Наруто» см. Дзирайя (Наруто), Цунадэ (Наруто), Оротимару (Наруто).
Сказание о храбром Дзирайе (яп. 児雷也 豪傑 譚 Дзирайя го:кэцу моногатари) — японская серия рассказов, создававшаяся разными авторами на протяжении нескольких десятков лет в конце периода Эдо. Главным героем серии является Дзирайя, ниндзя, владеющий магией и способный призывать жаб.

## Сюжет
Огата Сюма Хироюки (яп. 尾形 周馬 弘行), молодой потомок могущественного рода, владеющего землями на Кюсю, вынужден спасаться бегством после нападения врагов на за́мок его семьи. Оказавшись в провинции Этиго, Огата, или Дзирайя, становится преступником. Он пытается напасть на бессмертного отшельника, живущего на вершине горы Мёко (яп. 妙高山), но тот легко избегает нападения. Отшельник обучает Дзирайю призывать жаб — по его просьбе жабы увеличиваются в размерах и могут перевозить большие грузы, — а также превращаться в жабу. После этого Дзирайя становится благородным разбойником: вместе со своими людьми грабит богатых и помогает бедным. Он женится на Цунадэ (яп. 綱手), молодой красавице, способной вызывать или превращаться в большую улитку. Позже одного из разбойников Дзирайи, Ясягоро (яп. 夜叉五郎), околдовывает змея, и он сам получает способность превращаться в огромного змея. Ясягоро, или Оротимару (яп. 大蛇丸, от «ороти» — огромный змей), нападает на Дзирайю. Тот обороняется вместе с женой, но оба падают без сознания от змеиного яда. Другой разбойник, преданный Дзирайе, приходит ему на помощь. На этом месте история, не закончившись, обрывается.
Интересно отметить, что основными возможностями волшебников японцы полагали вызов или превращение в жаб, змей, улиток, птиц или пауков, причём эти способности сочетались как в игре «камень, ножницы, бумага».

## История создания
Первое упоминание о персонаже по имени Дзирайя появляется в книге «Дзирайя моногатари» (яп. 自来也 説話, «История о Дзирайе», встречается также чтение Дзирайя сэцува), которую написал Канватэй Онитакэ (яп. 感和亭 鬼武). Главным героем книги был благородный разбойник по имени Дзирайя. По ней была создана постановка для японского кукольного театра дзёрури. «Сказание о храбром Дзирайе» было основано на этой работе; в период с 1839 по 1868 год несколько авторов написали 43 главы «Сказания», однако на момент прекращения оно не было завершено. «Сказание» пользовалось популярностью среди читателей: в библиотеке Эдо оно было вторым по количеству имевшихся экземпляров.
Драматург Каватакэ Мокуами (яп. 河竹 黙阿弥) поставил одноимённую пьесу для театра кабуки, впервые демонстрировавшуюся в эдоском театре Каварадзаки-дза в июле 1852 года. Главную роль Дзирайи исполнял актёр Итикава Дандзюро VIII, а роль его противника Оротимару — отец актёра, Итикава Дандзюро VII. Утагава Кунисада, один из известнейших художников укиё-э, изображал этих актёров, играющих роли персонажей «Сказания о храбром Дзирайе», на своих гравюрах.
В 1921 году режиссёр Сёдзо Макино снял фильм «Гокэцу Дзирайя» (яп. 豪傑 児雷也), главную роль в котором исполнял Мацуносукэ Оноэ. Персонажи «Сказания о храбром Дзирайе» продолжают оказывать влияние на современную японскую мангу и компьютерные игры.